# 智田裕一
智田 裕一（ちだ ゆういち、1966年（昭和41年）1月3日 - ）は、フジテレビジョンニュース総局報道局経済部長、副解説委員長、元アナウンサー。

## 来歴・人物
千葉県柏市出身。東京都立西高等学校、東京大学文学部卒業。同大学新聞研究所教育部修了後の1989年、アナウンサーとしてフジテレビに入社した。
1991年から1994年まで、アナウンサーとしてFNNニューヨーク支局に勤務していたほか、フジテレビが産業経済新聞社東京本社内に設けた大手町取材センターにて経済関連の取材を行い、『FNNスーパーニュース』内ではリポーターとして活動した。
『ニュース最終版』でコンビを組んだ同期の佐藤里佳アナウンサーとは、その後『FNNスピーク』土曜版で5年ぶりにコンビを組んだ。
国家資格である1級ファイナンシャル・プランニング技能士と、サーティファイドファイナンシャルプランナーの資格を持つ。その資格を買われ、2005年7月に経済部に異動。以後は経済専門記者として、時々ニュース番組でリポートするほか、株式市場などで大きな動きがあったときは、東京証券取引所から生放送でその模様を報じている。
2015年7月、経済部が企画取材部に改称、さらに2016年2月に生活情報部に改称した。
2022年現在、経済部長兼解説委員。

## 過去の出演番組
新人時代
- FNSの日・テレビ夢列島'89：提供読み

報道番組
| 期間          | 期間          | 番組名                      | 役職                       | 担当日       |
| ------------- | ------------- | --------------------------- | -------------------------- | ------------ |
| 1990年4月2日  | 1991年3月29日 | FNN朝駆け第一報!            | 司会                       | 平日         |
| 1990年10月1日 | 1990年11月2日 | ニュース&ウェザー           | キャスター                 | 平日         |
| 1994年4月2日  | 1997年3月30日 | FNNニュース・明日の天気     | キャスター                 | 休日         |
| 1994年4月2日  | 1995年3月26日 | スポーツWAVE                | ニュースコーナーキャスター | 休日         |
| 1994年10月3日 | 1995年9月29日 | FNNニュース2:00             | シフト勤務キャスター       | （交替制）   |
| 1995年4月1日  | 1997年3月30日 | FNNニュース最終版           | キャスター                 | 休日         |
| 1997年9月27日 | 1997年9月28日 | FNNニュース ザ・ヒューマン  | 川端健嗣の代役             | 休日         |
| 1998年4月4日  | 2001年3月31日 | FNNレインボー発・あすの天気 | キャスター                 | 休日         |
| 1998年4月4日  | 2001年3月31日 | ニュースJAPAN WEEKEND       | キャスター                 | 休日         |
| 2002年4月6日  | 2003年9月27日 | FNNニュース                 | キャスター                 | 土曜日(朝)   |
| 2002年4月6日  | 2005年6月25日 | FNNスピーク                 | キャスター                 | 土曜日       |
| 2003年4月6日  | 2005年6月26日 | FNNニュース                 | キャスター                 | 日曜日(深夜) |

その他
- フジアナスタジオ まる生
- う!ウマいんです。：レポーター
- あしたのコンパス（ホウドウキョク24）不定期で経済解説

## 同期アナウンサー
- 境鶴丸（2022年3月31日退職）
- 野島卓（2022年3月31日退職）
- 木幡美子（現：総務局次長兼CSR・SDGs推進室部長）
- 佐藤里佳（2022年3月31日退職）
- 田代尚子（2022年3月31日退職）